# Paul Beesley
Paul Beesley (ur. 21 lipca 1965) – piłkarz angielski występujący na pozycji obrońcy. W 1993 roku został wybrany przez kibiców Sheffield United graczem sezonu.